# Argyreia nervosa
Bạc thau (danh pháp hai phần: Argyreia nervosa) là một loài thực vật có hoa trong họ Bìm bìm. Loài này được (Burm. f.) Bojer mô tả khoa học đầu tiên năm 1837.

## Hình ảnh

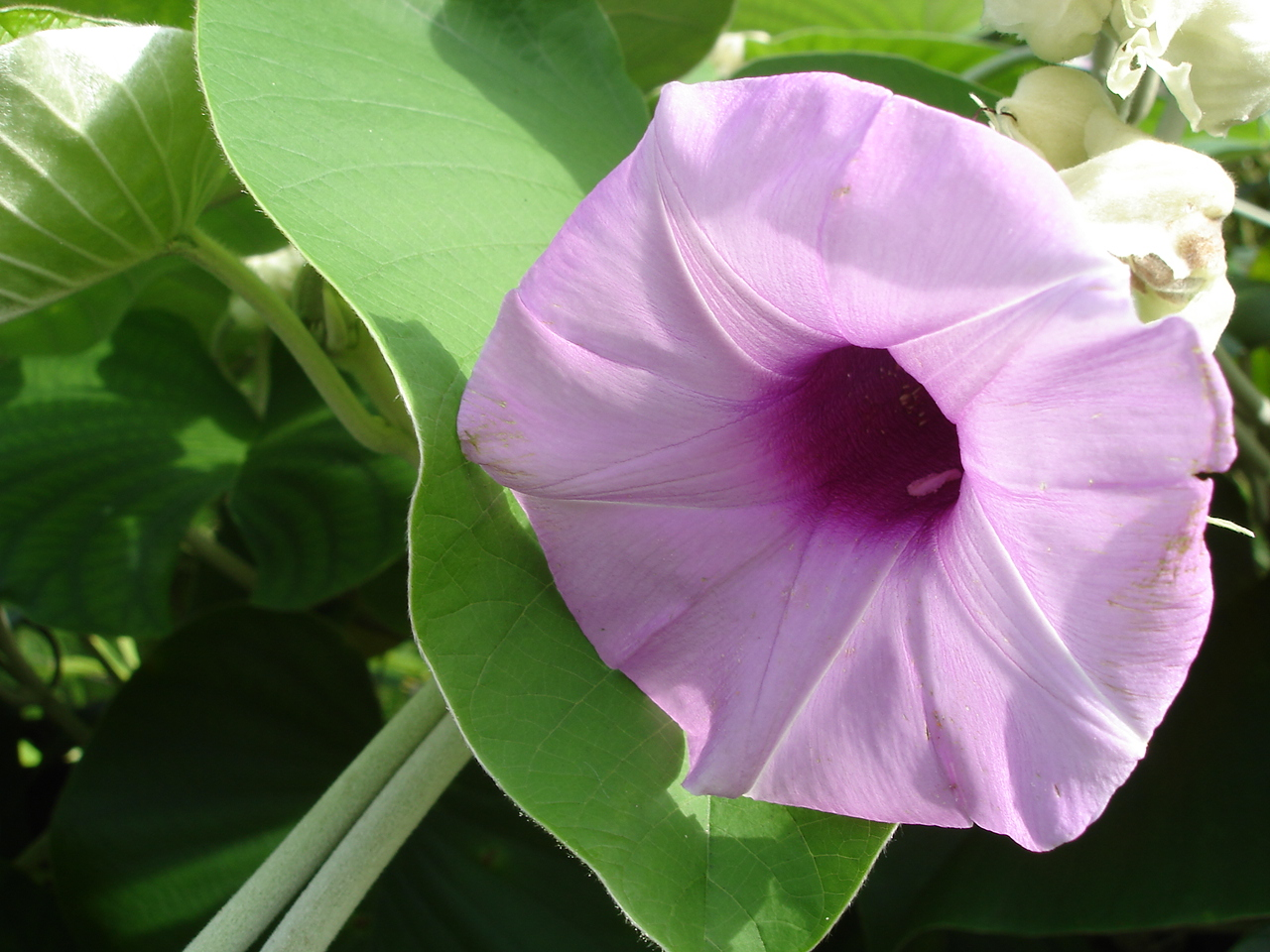
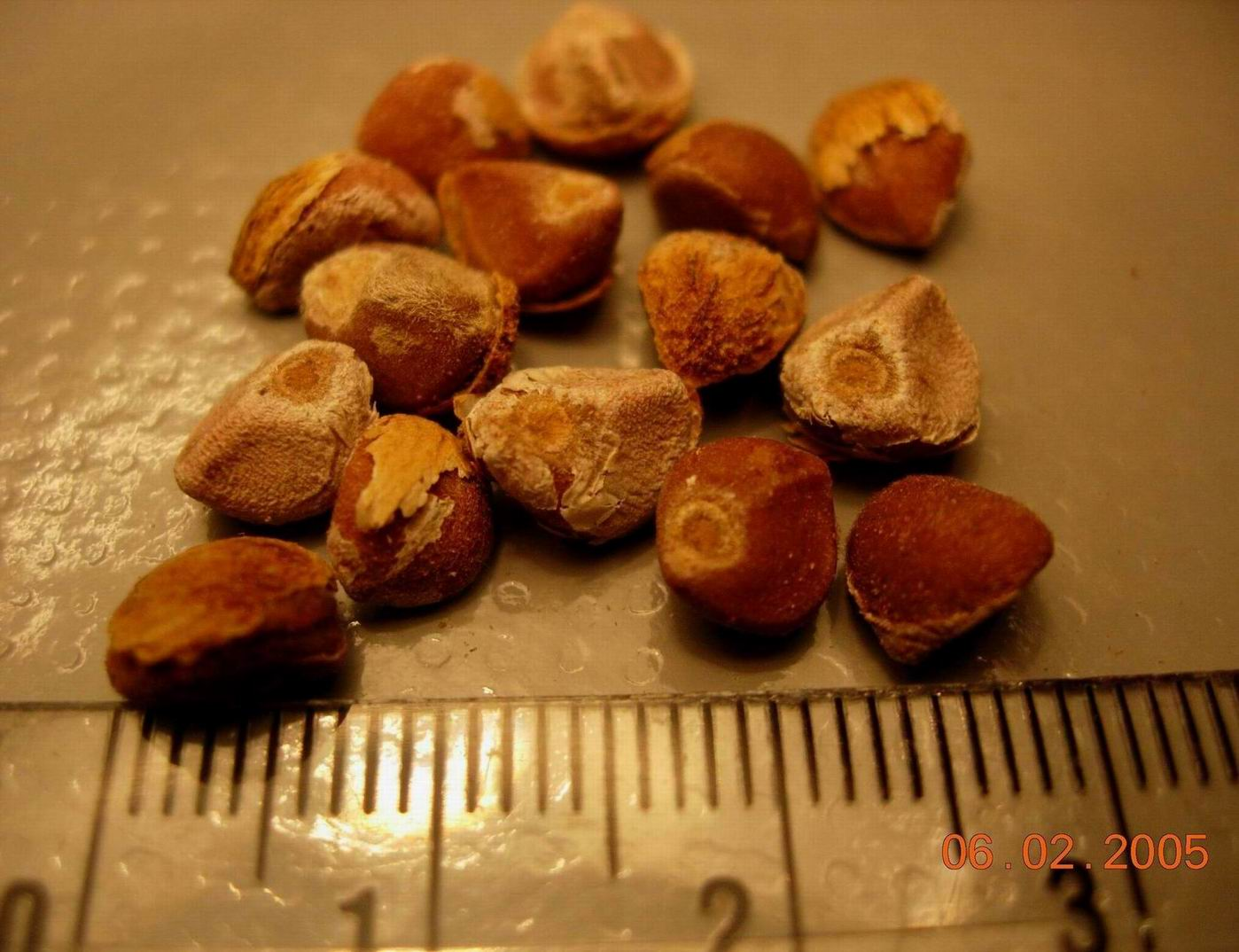
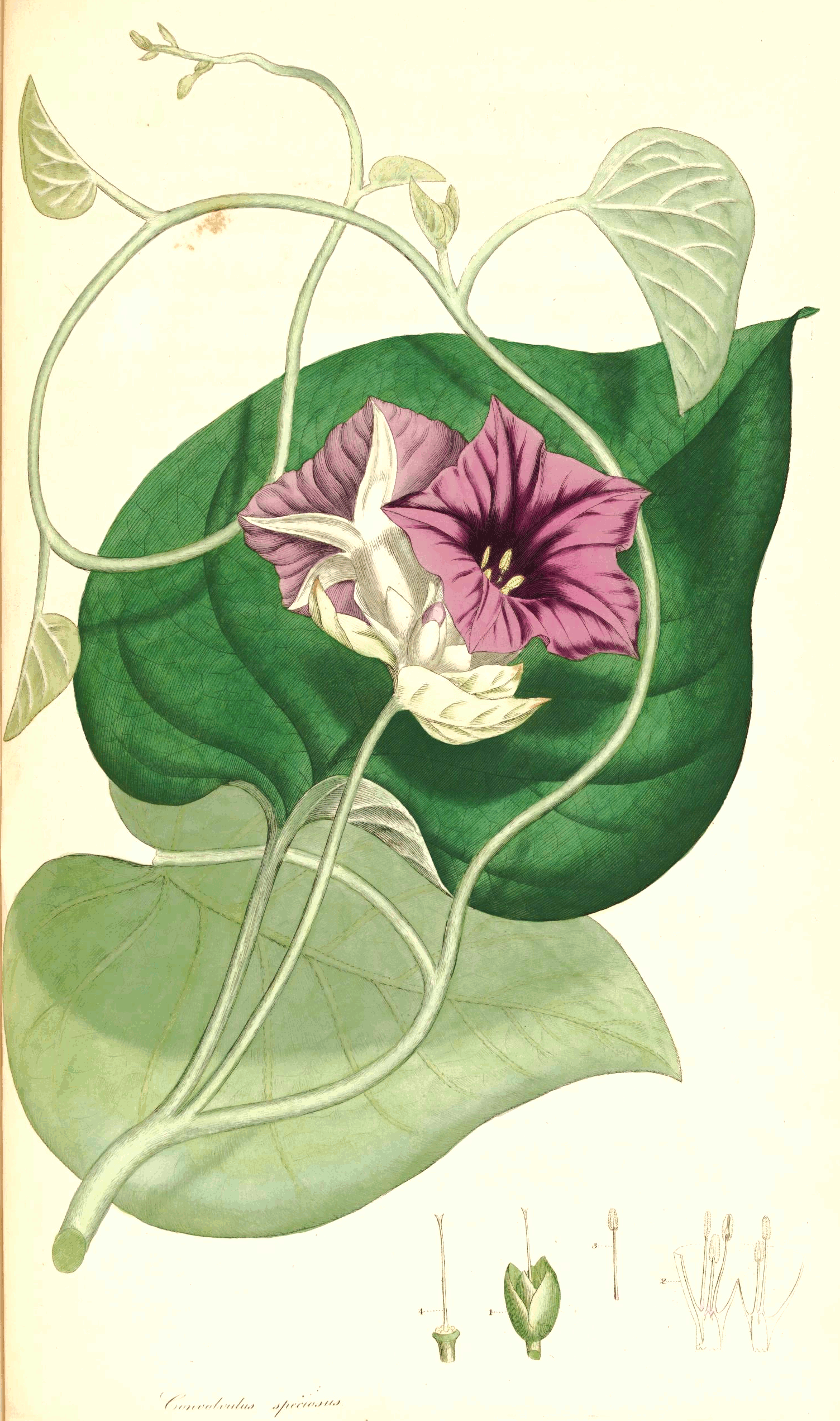
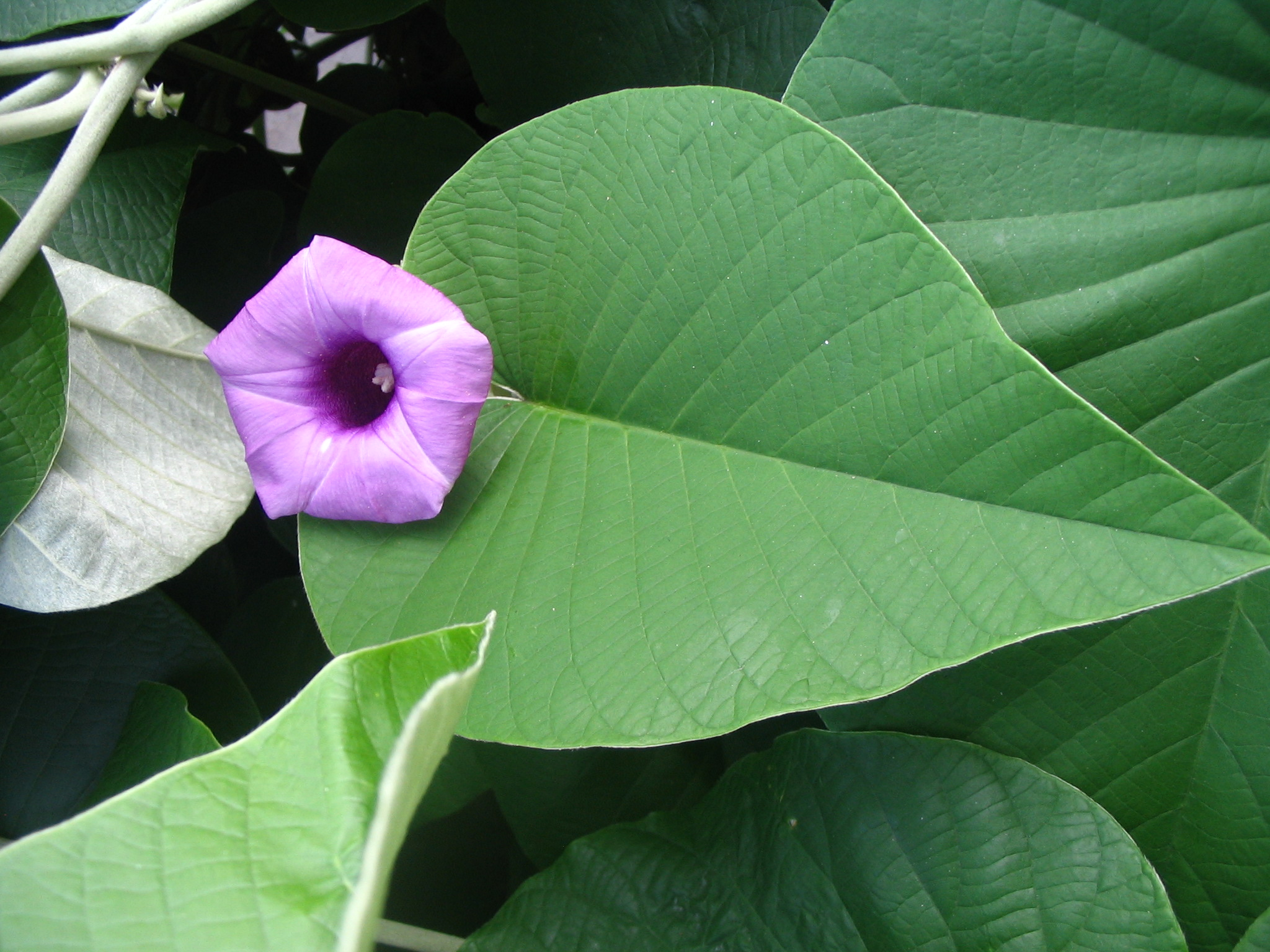